# Кострічкін Андрій Олександрович
Андрій Олександрович Кострічкін (рос. Андре́й Андре́евич Костри́чкин; 24 серпня 1901 — 28 лютого 1973) — російський актор. Заслужений артист Росії (1935).
Закінчив Інститут сценічного мистецтва (1926) в Ленінграді.

## Фільмографія
- 1930 — «Міста і роки»
- 1930 — «Двадцять два нещастя»
- 1932 — «Шукаю протекції»
- 1935 — Скарб загиблого корабля
- 1936 — Дівчина поспішає на побачення
- 1947 — Пирогов
- 1957 — Шторм

та інші.
Знявся в українських фільмах:
- «Кондуїт» (1935, «Тарганячий вус»)
- «Чортова дюжина» (1961, машиніст).